# Djebba (gouvernorat de Béja)
Djebba est un village tunisien situé près de Thibar, en contrebas des versants du djebel Gorra, à 700 mètres d'altitude. Il est dépendant du gouvernorat de Béja.
Appelé Thigibba Bure dans l'Antiquité, le village est connu pour ses vergers d’arbres fruitiers, avec des milliers d’arbres divers dont plus de treize variétés de figuiers (notamment ceux produisant la figue de Djebba). Djebba dispose aussi d'un parc naturel, qui fait l’objet d’un projet d’aménagement.

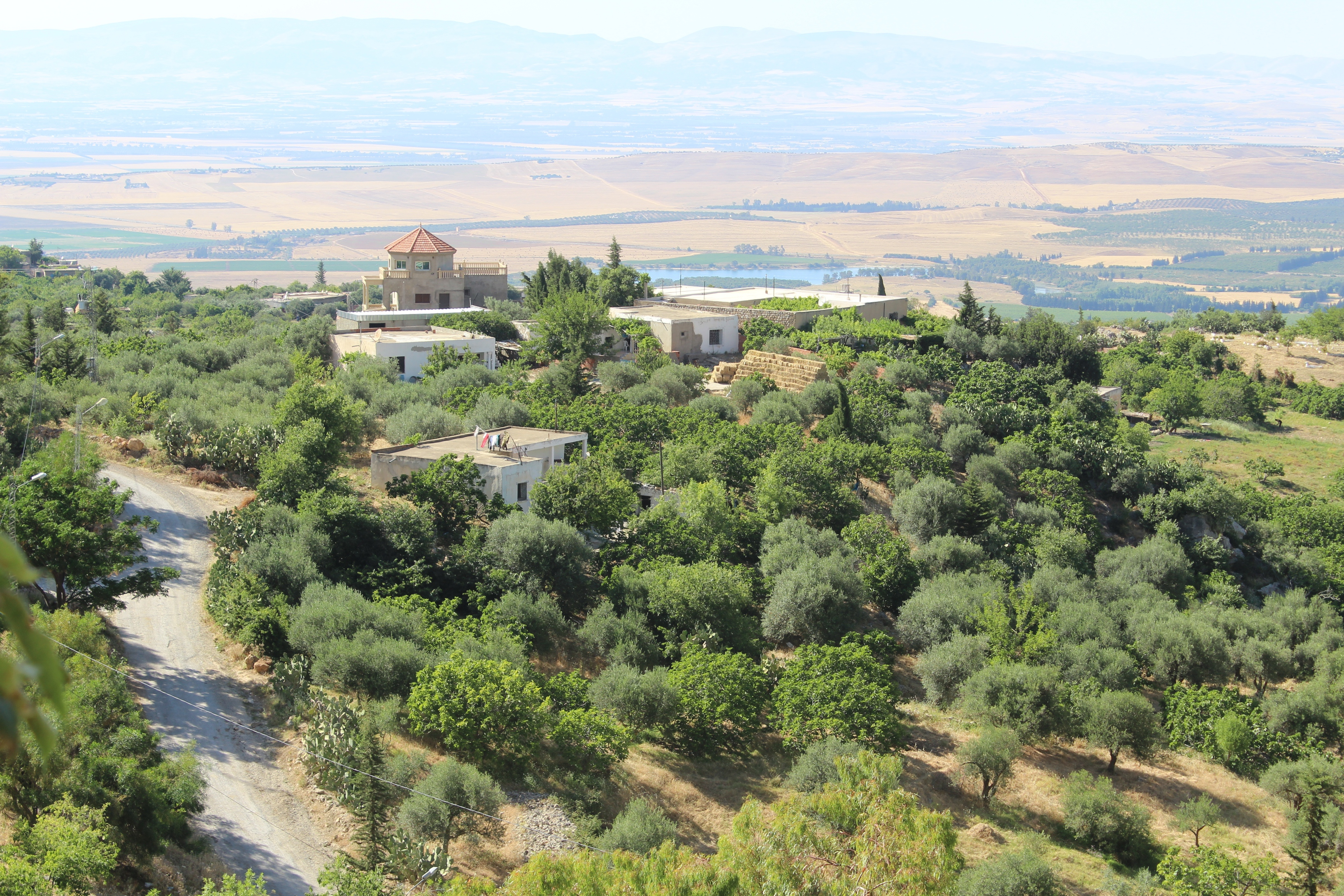
Vergers dans les environs de Djebba.
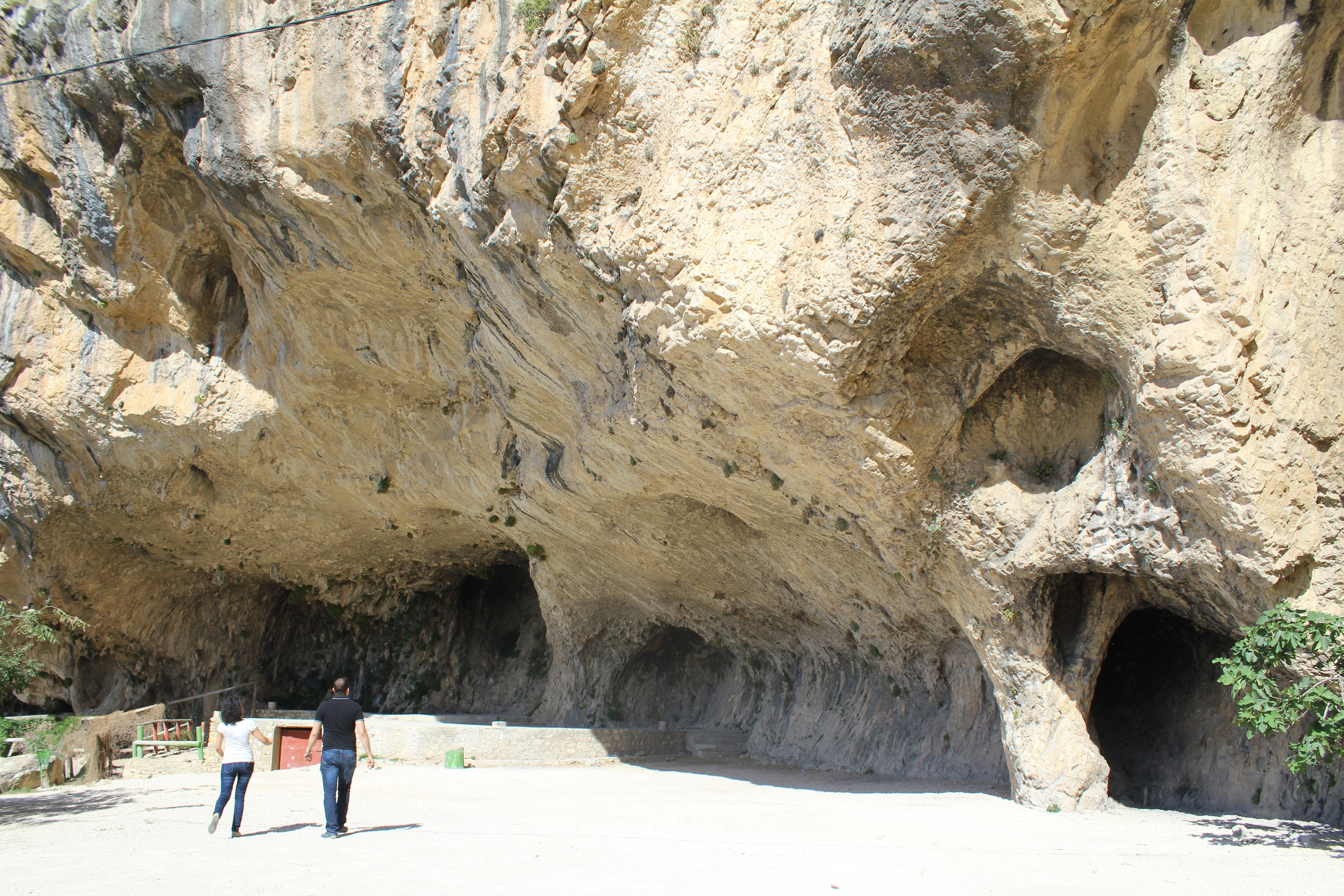
Grottes du parc naturel de Djebba.